# 坂井レオ
坂井レオ（さかい レオ、1993年〈平成5年〉8月29日 - ）は、日本のプロバスケットボール選手。大阪府出身。ポジションはパワーフォワード兼センター。インドネシア・バスケットボール・リーグ・バリ・ユナイテッド・バスケットボール所属。

## 来歴
大阪府立豊島高等学校を経て京都産業大学に進学。卒業後の2016年に西宮ストークスへ加入。広島ドラゴンフライズ、アースフレンズ東京Zでもプレーし、2022-23シーズンは立川ダイスに所属した。
2023年5月、湘南ユナイテッドBCへの移籍が発表された。
2023-24シーズン終了後、湘南ユナイテッドBCを退団した。
その後、2024年12月にインドネシア・バスケットボール・リーグ・バリ・ユナイテッド・バスケットボールに加入した。

## 人物
日本とインドネシアのハーフ。